# Concepción, Calukmuk
Concepción är en ort i Mexiko.   Den ligger i kommunen Calakmul och delstaten Campeche, i den östra delen av landet, 1 000 km öster om huvudstaden Mexico City. Concepción ligger 78 meter över havet och antalet invånare är 189.
Terrängen runt Concepción är platt. Runt Concepción är det glesbefolkat, med 11 invånare per kvadratkilometer. Närmaste större samhälle är Xbonil, 3,8 km nordväst om Concepción. I omgivningarna runt Concepción växer i huvudsak städsegrön lövskog.